# Aire (álbum musical de Pablo Ruiz)
Aire es el título del séptimo álbum de estudio grabado por el cantante argentino Pablo Ruiz. Fue lanzado al mercado por la empresa discográfica Sony Music Entertainment México S.A. De C.V. el 18 de diciembre de 1996.

## Producción
Esta fue una producción discográfica de Sony Music Entertainment México S.A. De C.V. distribuida por Columbia Records.  El álbum contó con la producción de Alex Zepeda, quien ha trabajado para artistas como José José, Cristian Castro, Yuri y Verónica Castro,  y José Ramón Flores, quien ha trabajado para artistas como Luis Miguel, Daniela Romo, Pandora, Mijares, Yuri y Alejandra Guzmán.
Según las plataformas de música Spotify y iMusic el álbum fue publicado en México el 18 de diciembre de 1996. Mientras que en países como Argentina y Chile, la plataforma Discogs, señala que además fue publicado el 21 de enero de 1997.
El disco cuenta con 12 tracks, que incluye 9 canciones originales, entre ellas, Aire, la canción  que da título a la producción y que fue escrita por el músico David Santisteban, conocido por trabajar con artistas como Sergio Dalma, Luis Fonsi,y David Bisbal. También aparece Flor de piel, canción que fue escrita por Kike Santander, quien ha trabajado con artistas como Carlos Santana, Luis Miguel, Marc Anthony, Jennifer Lopez, Gloria Estefan, Chayanne. La producción incluye la adaptación en español de Il giocco delle parti de Mariella Nava con el título Gota a gota y la adaptación de Back to the heart de Dino Raphael Esposito y Holden Mark con el título Regresa a mi corazón.
Los sencillos promocionales que se desprendieron de esta producción discográfica fueron:
- Aire[6]
- Lola. Este sencillo fue publicado en dos versiones: versión álbum y versión remix.[7][8]
- A flor de piel[9]

## Lista de canciones
| Aire  |                                            |                                                                  |          |  |
| N.º   | Título                                     | Escritor(es)                                                     | Duración |  |
| 1.    | «Aire»                                     | L: David Santisteban; M: David Santisteban, C. Avello, G. Avello | 4:47     |  |
| 2.    | «Lola»                                     | L: Mario Ablanedo; M: David Boradoni, Mario Ablanedo             | 4:36     |  |
| 3.    | «Te quiero junto a mi»                     | L & M: Juan A. Belmonte                                          | 3:53     |  |
| 4.    | «La mar de tu piel»                        | L & M: Jose Ramon Florez                                         | 4:29     |  |
| 5.    | «Morir de pie»                             | L: Mario Ablanedo; M: David Boradoni, Mario Ablanedo             | 4:20     |  |
| 6.    | «Amando amando»                            | Podio, Renato Zero                                               | 5:03     |  |
| 7.    | «A flor de piel»                           | L & M: Kike Santander                                            | 5:05     |  |
| 8.    | «Cuerpo a cuerpo»                          | L: Mario Ablanedo; M: Larri Nuti, Mario Ablanedo                 | 4:03     |  |
| 9.    | «El viento Me Llevo A Tu Corazón»          | L & M: Cristóbal Sansano                                         | 4:03     |  |
| 10.   | «Regresa a mi corazón (back to the heart)» | Dino Raphael Esposito, Holden Mark. Versión español: Alex Zepeda | 4:32     |  |
| 11.   | «Gota a gota (Il giocco delle part I)»     | Marielle Nava. Versión español: Pablo Ruiz, Alex Zepeda          | 4:54     |  |
| 12.   | «Lola (versión remix)»                     | L: Mario Ablanedo; M: David Boradoni, Mario Ablanedo             | 4:47     |  |
| 38:02 |                                            |                                                                  |          |  |

## Créditos[5]
- Voz [Intérprete]: Pablo Ruiz
- Producción: Sony Music Entertainment México S.A. De C.V.
- Distribuidora discográfica: Columbia Records
- Productores: Alex Zepeda y José Ramón Flores
- Productor ejecutivo: Fernando Figueroa
- Coordinador de producción: Leticia Río
- Diseño de arte: Alicia Vivanco Sodi
- Diseño de imagen: César Saldaña
- Baterías: Alex Zepeda & Cristiano Micalizzi
- Bajo: Mario Figueroa
- Guitarra eléctrica: Carlos Cabral
- Guitarra acústica:
- Metales: Nando Hernández, Abel Orozco, Isidro Martínez, Jesús López, Jesús Aguirre
- Saxo: Pepe Bayote
- Programación: Alex Zepeda
- Estudios de grabación: Conway Studios, Sony Studios Mexico
- Mastering: Bernie Grundman Mastering